# Fowler, Kansas
Fowler är en ort i Meade County i den amerikanska delstaten Kansas med en yta av 1,2 km² och en folkmängd som uppgår till 567 invånare (2000).

## Kända personer från Fowler
- Tim Huelskamp, politiker